# Neckerkubus

De neckerkubus

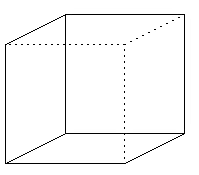
Eén interpretatie van de ruimtelijke oriëntatie van de kubus

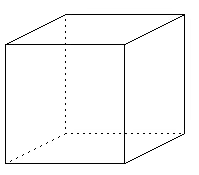
De andere interpretatie

De neckerkubus is genoemd naar de Zwitserse kristallograaf Louis Necker, die er in 1832 voor het eerst afbeeldingen van publiceerde. Het is een lijntekening van een kubus in isometrisch perspectief. Het is niet mogelijk te zeggen welke zijde van de kubus zich aan de voorkant bevindt. Bij de "doorzichtige" variant kan men niet zeggen of een ribbe zich aan de voor- of achterkant bevindt. Necker ontdekte in feite een geval waarin de perspectiefwerking ambigu is. Dit is een voorbeeld van isometrische illusie.
De menselijke hersenen nemen de 2-dimensionale afbeelding van een kubus waar als een 3-dimensionaal object, maar het 2-dimensionale beeld maakt geen onderscheid tussen de voor- en achterkant. Beide kanten kunnen worden waargenomen als voorkant.